# Evolução do Colégio dos Cardeais sob o pontificado de Pio II
Abaixo está a evolução do colégio de cardeais durante o pontificado de Pio II e a subsequente vaga vaga .

## Composição para consistório
| Consistóro                          | 1458 | 1464 |
| ----------------------------------- | ---- | ---- |
| Setembro 1414                       | 1    | 1    |
| Consistórios de Antipapa João XXIII | 1    | 1    |
| Maio 1426                           | 1    |      |
| Consistórios de Martinho V          | 1    |      |
| Dezembro 1439                       | 7    | 5    |
| Julho 1440                          | 2    | 2    |
| Dezembro 1446                       | 1    | 1    |
| Consistórios de Eugênio IV          | 10   | 8    |
| Dezembro 1448                       | 6    | 4    |
| Consistórios de Nicolau V           | 6    | 4    |
| Fevereiro 1456                      | 2    | 1    |
| Setembro 1456                       | 1    |      |
| Dezembro 1456                       | 5    | 4    |
| Consistórios de Calisto III         | 8    | 5    |
| Março 1460                          |      | 5    |
| Dezembro 1461                       |      | 6    |
| Consistórios de Pio II              |      | 11   |
| Total                               | 26   | 29   |

## Evolução durante o pontificado
| Data                   | Evento                                                                | Total |
| ---------------------- | --------------------------------------------------------------------- | ----- |
| 16 de agosto de 1458   | Abertura do Conclave de 1458                                          | 26    |
| 19 de agosto de 1458   | Eleição Papal do Cardeal Enea Silvio Piccolomini com o nome de Pio II | 25    |
| 27 de Agosto de 1459   | Morte do Cardeal Jaime de Portugal (25 anos)                          | 24    |
| 12 de setembro de 1459 | Morte do Cardeal Antonio Cerdà i Lloscos, O.S.S.T. (69 anos)          | 23    |
| 5 de março de 1460     | criação de 5 Cardeais + 1 In Pectore                                  | 28    |
| 5 de março de 1460     | Angelo Capranica                                                      | 28    |
| 5 de março de 1460     | Berardo Eroli                                                         | 28    |
| 5 de março de 1460     | Niccolò Fortiguerra                                                   | 28    |
| 5 de março de 1460     | Alessandro Oliva, O.S.A.                                              | 28    |
| 5 de março de 1460     | Francesco Nanni-Todeschini-Piccolomini (Futuro Papa Pio III)          | 28    |
| 14 de abril de 1460    | Morte do Cardeal Giovanni Castiglione (40 anos)                       | 27    |
| 11 de outubro de 1461  | Morte do Cardeal Giorgio Fieschi                                      | 26    |
| 18 de dezembro de 1461 | criação de 6 Cardeais                                                 | 32    |
| 18 de dezembro de 1461 | Bartolomeo Roverella                                                  | 32    |
| 18 de dezembro de 1461 | Jean Jouffroy                                                         | 32    |
| 18 de dezembro de 1461 | Jaime Cardona                                                         | 32    |
| 18 de dezembro de 1461 | Louis d'Albret                                                        | 32    |
| 18 de dezembro de 1461 | Jacopo Piccolomini-Ammannati                                          | 32    |
| 18 de dezembro de 1461 | Francesco Gonzaga                                                     | 32    |
| 31 de maio de 1462     | criação de 1 Cardeais + Revelação In Pectore                          | 34    |
| 31 de maio de 1462     | Burkhard Weisbriach                                                   | 34    |
| 31 de maio de 1462     | Johann von Eych                                                       | 34    |
| 24 de Março de 1463    | Morte do Cardeal Prospero Colonna (53 anos)                           | 33    |
| 27 de abril de 1463    | Morte do Cardeal Isidoro de Kiev (78 anos)                            | 32    |
| 20 de agosto de 1463   | Morte do Cardeal Alessandro Oliva, O.S.A. (56 anos)                   | 31    |
| 1 de Janeiro de 1464   | Morte do Cardeal Johann von Eych (60 anos)                            | 30    |
| 11 de agosto de 1464   | Morte do Cardeal Nicolau de Cusa (65 anos)                            | 29    |
| 14 de agosto de 1464   | Morte do Papa Pio II (58 anos)                                        | 29    |
| 28 de agosto de 1464   | Abertura do Conclave de 1464                                          | 29    |
| 30 de agosto de 1464   | Eleição Papal do Cardeal Pietro Barbo com o nome de Paulo II          | 28    |